# Herkules III. d'Este
Herkules III. Reginald Estenský (italsky Ercole Rinaldo d'Este; 22. listopadu 1727 Modena – 14. října 1803 Treviso) byl v letech 1780 až 1796 vévoda z Modeny a Reggia z rodu Estenských.

## Život
Herkules d'Este se narodil v Modeně jako syn vévody Františka III. d'Este a jeho manželky Šarloty Aglaé Orleánské, dcery regenta Francie, orleánského vévody Filipa II. Herkules byl čtvrtým dítětem páru, měl starší sestru Marii Terezu Felicitas d'Este a dva starší bratry, kteří zemřeli ještě před jeho narozením.
V roce 1741 se ve čtrnácti letech oženil s Marií Terezou Cybo-Malaspina, čímž připojil vévodství Massa a Carrara k estenskému území. Když se jeho rodiče stali v roce 1737 vévodským modenským párem, obdržel Herkules titul Jeho královská Výsost dědičný princ z Modeny (1737–1780). Po otcově smrti v roce 1780 se stal Jeho královskou Výsostí vévodou z Modeny.
Svými poddanými byl obecně považován za uspokojujícího panovníka (občas s nimi mluvil modenským dialektem) a pokračoval v reformách, které započal jeho otec. Nechal postavit dva mosty, v Rubieře a v St. Ambrogio v Modeně na Via Aemilia, a postavil také nové silnice spojující Modenu se sousedními státy. V roce 1785 založil akademii krásných umění. Během jeho vlády vzkvétalo umění a kultura, mezi jeho oblíbenci byli Lazzaro Spallanzani, Giovanni Battista Venturi, Girolamo Tiraboschi, Lodovico Ricci a další.
Po manželčině smrti v roce 1790 uzavřel v roce 1795 morganatický sňatek se svou dlouhodobou milenkou Chiarou Mariniovou, kterou jmenoval markýzou ze Scandiana (pouze formálně, bez jakékoli skutečné vlády).
7. května 1796 ho donutila francouzská invaze prchnout i se svým osobním majetkem do Benátek. V Benátkách ho francouzští vojáci zajali a ukradli z jeho domu 200.000 zecchinů. Po této epizodě se přestěhoval do Trevisa, Mírové smlouvy z Campo Formio (1797) a z Lunéville mu výměnou za ztracené vévodství přidělily Breisgau, kterému však nikdy nevládl. V roce 1803 v Trevisu zemřel.
Jeho jediná manželská dcera, Marie Beatrice d'Este, se provdala za rakouského arcivévodu Ferdinanda Karla. Jejich syn František IV. v roce 1814 znovu získal vévodství Modenu a Reggio.

## Potomci
Z devětačtyřicet let trvajícího manželství s Marií Terezou se Herkulovi narodily dvě děti:
- Marie Beatrice d'Este (7. dubna 1750 – 14. listopadu 1829) ⚭ 1771 rakouský arcivévoda Ferdinand Karel Habsbursko-Lotrinský (1754–1806)
- Rinaldo František d'Este (4. ledna 1753 – 5. května 1753)

Se svou milenkou a budoucí manželkou Chiarou Marini měl jednoho syna, který zemřel jako nemanželský ještě před sňatkem svých rodičů:
- Herkules Rinaldo d'Este (1770 – 16. února 1795)

## Vývod z předků
|                      |                                       |  |              |                                      |  |  |  |  |  |  |  | Alfons III. d'Este |
|                      |                                       |  |              |                                      |  |  |  |  |  |  |  |                    |
|                      | František I. d'Este                   |  |              |                                      |  |  |  |  |  |  |  |                    |
|                      |                                       |  |              |                                      |  |  |  |  |  |  |  |                    |
|                      |                                       |  |              | Isabela Savojská                     |  |  |  |  |  |  |  |                    |
|                      |                                       |  |              |                                      |  |  |  |  |  |  |  |                    |
|                      | Rinaldo d'Este                        |  |              |                                      |  |  |  |  |  |  |  |                    |
|                      |                                       |  |              |                                      |  |  |  |  |  |  |  |                    |
|                      |                                       |  |              | Taddeo Barberini                     |  |  |  |  |  |  |  |                    |
|                      |                                       |  |              |                                      |  |  |  |  |  |  |  |                    |
|                      | Lukrécie Barberini                    |  |              |                                      |  |  |  |  |  |  |  |                    |
|                      |                                       |  |              |                                      |  |  |  |  |  |  |  |                    |
|                      |                                       |  |              | Anna Colonna                         |  |  |  |  |  |  |  |                    |
|                      |                                       |  |              |                                      |  |  |  |  |  |  |  |                    |
|                      | František III. d'Este                 |  |              |                                      |  |  |  |  |  |  |  |                    |
|                      |                                       |  |              |                                      |  |  |  |  |  |  |  |                    |
|                      |                                       |  |              | Jiří Brunšvicko-Lüneburský           |  |  |  |  |  |  |  |                    |
|                      |                                       |  |              |                                      |  |  |  |  |  |  |  |                    |
|                      | Jan Fridrich Brunšvicko-Lüneburský    |  |              |                                      |  |  |  |  |  |  |  |                    |
|                      |                                       |  |              |                                      |  |  |  |  |  |  |  |                    |
|                      |                                       |  |              | Anna Hesensko-Darmstadtská           |  |  |  |  |  |  |  |                    |
|                      |                                       |  |              |                                      |  |  |  |  |  |  |  |                    |
|                      | Šarlota Brunšvicko-Lüneburská         |  |              |                                      |  |  |  |  |  |  |  |                    |
|                      |                                       |  |              |                                      |  |  |  |  |  |  |  |                    |
|                      |                                       |  |              | Eduard Falcký                        |  |  |  |  |  |  |  |                    |
|                      |                                       |  |              |                                      |  |  |  |  |  |  |  |                    |
|                      | Benedikta Jindřiška Falcko-Simmernská |  |              |                                      |  |  |  |  |  |  |  |                    |
|                      |                                       |  |              |                                      |  |  |  |  |  |  |  |                    |
|                      |                                       |  |              | Anna Gonzagová                       |  |  |  |  |  |  |  |                    |
|                      |                                       |  |              |                                      |  |  |  |  |  |  |  |                    |
| Herkules III. d'Este |                                       |  |              |                                      |  |  |  |  |  |  |  |                    |
|                      |                                       |  |              |                                      |  |  |  |  |  |  |  |                    |
|                      |                                       |  | Ludvík XIII. |                                      |  |  |  |  |  |  |  |                    |
|                      |                                       |  |              |                                      |  |  |  |  |  |  |  |                    |
|                      | Filip I. Orleánský                    |  |              |                                      |  |  |  |  |  |  |  |                    |
|                      |                                       |  |              |                                      |  |  |  |  |  |  |  |                    |
|                      |                                       |  |              | Anna Rakouská                        |  |  |  |  |  |  |  |                    |
|                      |                                       |  |              |                                      |  |  |  |  |  |  |  |                    |
|                      | Filip II. Orleánský                   |  |              |                                      |  |  |  |  |  |  |  |                    |
|                      |                                       |  |              |                                      |  |  |  |  |  |  |  |                    |
|                      |                                       |  |              | Karel I. Ludvík Falcký               |  |  |  |  |  |  |  |                    |
|                      |                                       |  |              |                                      |  |  |  |  |  |  |  |                    |
|                      | Alžběta Šarlota Falcká                |  |              |                                      |  |  |  |  |  |  |  |                    |
|                      |                                       |  |              |                                      |  |  |  |  |  |  |  |                    |
|                      |                                       |  |              | Šarlota Hesensko-Kasselská           |  |  |  |  |  |  |  |                    |
|                      |                                       |  |              |                                      |  |  |  |  |  |  |  |                    |
|                      | Šarlota Aglaé Orleánská               |  |              |                                      |  |  |  |  |  |  |  |                    |
|                      |                                       |  |              |                                      |  |  |  |  |  |  |  |                    |
|                      |                                       |  |              | Ludvík XIII.                         |  |  |  |  |  |  |  |                    |
|                      |                                       |  |              |                                      |  |  |  |  |  |  |  |                    |
|                      | Ludvík XIV.                           |  |              |                                      |  |  |  |  |  |  |  |                    |
|                      |                                       |  |              |                                      |  |  |  |  |  |  |  |                    |
|                      |                                       |  |              | Anna Rakouská                        |  |  |  |  |  |  |  |                    |
|                      |                                       |  |              |                                      |  |  |  |  |  |  |  |                    |
|                      | Františka Marie Bourbonská            |  |              |                                      |  |  |  |  |  |  |  |                    |
|                      |                                       |  |              |                                      |  |  |  |  |  |  |  |                    |
|                      |                                       |  |              | Gabriel de Rochechouart de Mortemart |  |  |  |  |  |  |  |                    |
|                      |                                       |  |              |                                      |  |  |  |  |  |  |  |                    |
|                      | Madame de Montespan                   |  |              |                                      |  |  |  |  |  |  |  |                    |
|                      |                                       |  |              |                                      |  |  |  |  |  |  |  |                    |
|                      |                                       |  |              | Diane de Grandseigne                 |  |  |  |  |  |  |  |                    |
|                      |                                       |  |              |                                      |  |  |  |  |  |  |  |                    |